# Gladys Roy
 (mars 2020).
Pour les articles homonymes, voir Roy.
Gladys Roy (1896 - 15 août 1927) est une cascadeuse de cirque volant américaine et une actrice de cinéma.

## Biographie
Gladys Roy est née en 1896, probablement à Minneapolis. Certaines sources indiquent 1902 ou 1904 pour sa date de naissance. Elle a trois frères, Robert "Lee", Charles "Les" et Chadwick "Chad" Smith, qui sont également des pilotes connus, volant avec Northwest Airlines. Tous intronisés au Temple de la renommée de l'aviation du Minnesota. Elle est barnstormer ou une artiste foraine de l'aviation aérienne dans les années 1920 dans les régions du Minnesota et de la Californie. Elle commence en 1921 comme sauteuse en parachute et devient plus tard une acrobate marchant sur les ailes d'un avion. Elle est surtout célèbre pour avoir effectué une variété de cascades sur les ailes supérieures d'un avion en vol, notamment en jouant au tennis avec Ivan Unger en 1925, en marchant aveugle plié sur les ailes et en dansant le Charleston. Elle prétend détenir le record du monde pour un saut en parachute à basse altitude avec un saut en parachute effectué à partir de 17 000 pieds. Roy est la seule femme membre du 13 Black Cats, un groupe de marcheurs sur ailes. Elle gagne 200 $ à 500 $ par représentation vers 1924, ses revenus chutent en 1926 à 100 $ par représentation. En mai 1926, elle déclare au Los Angeles Times « Ces derniers temps, les foules commencent à se lasser de mes cascades les plus difficiles et je dois donc nécessairement en inventer de nouvelles, c'est-à-dire que je veux conserver ma réputation de casse-cou. Finalement, un accident se produira...».
Elle est représentée par la Western Vaudeville Managers 'Association qui la programme dans des foires dans l'ouest des États-Unis. Roy fait des cascades pour la Lord Motor Car Company, ainsi que des représentations pour diverses expositions et ventes aux enchères immobilières, dont le John P. Mills Real Estate. Roy apparaît aussi dans le film de 1925, The Fighting Ranger, mais est gravement blessée lorsqu'elle tombe d'un cheval pendant la production,.
Roy meurt dans l'Ohio le 15 août 1927 lorsqu'elle percute accidentellement l'hélice en rotation d'un avion stationné. Elle posait pour des photos pour un concours de beauté avec Evelyn Wilgus, Miss Ohio avec un avion. Au moment de sa mort, elle avait prévu un vol de New York à Rome avec le lieutenant Delmar Synder,. Elle est enterrée au Lakewood Cemetery à Minneapolis.